# Deep Blue Sea
Deep Blue Sea (1999) ist ein US-amerikanischer Horrorthriller, in dem eine Gruppe von Wissenschaftlern in einer Forschungsstation mitten im Ozean eingeschlossen und von genmanipulierten Makohaien gejagt wird. Hauptdarsteller sind Thomas Jane, Saffron Burrows, Samuel L. Jackson und der Rapper LL Cool J. Der Film startete am 28. Oktober 1999 in den deutschen Kinos.

## Handlung
Die abgelegene Unterwasser-Forschungsstation Aquatica, einst im Krieg als U-Boot-Hafen genutzt, ist der Schauplatz eines hoffnungsvollen Experiments: In den Hirnzellen von drei in Gefangenschaft lebenden Makohaien hoffen Dr. Susan McAlester und ihr Team ein Heilmittel gegen Alzheimer und andere degenerative neurologische Krankheiten zu finden. Ohne das Wissen der übrigen Teammitglieder haben McAlester und der Gentechniker Jim Whitlock die DNS der Tiere verändert, um ihre Gehirne und damit die entnehmbare Zellmenge zu vergrößern.
Doch die drei Tiere sind durch diese Manipulation auch intelligenter geworden und starten, als ein Sturm über die Insel hereinbricht, einen Angriff auf die kleine Wochenendbesatzung. Whitlock wird in Anwesenheit des Projektfinanziers Russell Franklin lebensgefährlich verletzt und soll mit einem Hubschrauber ausgeflogen werden. Einer der Haie reißt jedoch das Rettungsseil an sich und zieht das Fluggerät mit sich, bis es mit dem über Wasser liegenden Teil der Anlage kollidiert und eine massive Explosion verursacht.
Um aus der brennenden und halb gefluteten Anlage zu entkommen, kämpfen die Überlebenden sich unter der Führung von McAlester und des Abenteurers und Haibetreuers Carter Blake nach oben. Franklin wird während einer Moralpredigt von einem Hai brutal zerfleischt und auch zwei weitere Mitglieder sterben. Sie können zwar zwei der Haie töten, werden aber weiter dezimiert und haben noch immer keine Vorstellung, was das Ziel der Tiere ist.
Lediglich McAlester, Blake und Bordkoch „Preach“ gelangen an die Oberfläche. Blake erkennt nun die Absicht der Haie: Durch die Flutung ist die gesamte Anlage abgesunken und das letzte Weibchen ist kurz davor, die zuvor über Wasser liegende, weniger stabil konstruierte Umzäunung verlassen zu können. Da der Hai zu weit entfernt ist, um auf ihn zu schießen, schneidet sich McAlester in die Hand und springt ins Wasser, um ihn anzulocken. Als der Hai auf sie aufmerksam wird, versucht sie wieder an Land zu klettern. Dabei reißen die verrosteten Leiterstufen aus der Wand der halb gesunkenen Forschungsstation, und die Ärztin fällt zurück ins Wasser. Der Hai „genießt“ diesen Moment, kurz bevor er sie in Stücke reißt. Blake, der ins Wasser gesprungen war, um McAlester zu retten, wird nun auch angegriffen. Durch einen gelernten Kniff entgeht er der Attacke und hält sich nun an der Rückenflosse des Hais fest, der geradewegs auf den Zaun zu in Richtung Freiheit schwimmt. Preach schafft es, den Hai mit einer Sprengstoffladung zu harpunieren. Während Blake beim Ausbruch des Hais durch den Zaun an selbigem hängenbleibt, reißt es den Hai wenige Meter weiter bei der folgenden Explosion in Stücke.
Kurz darauf werden Blake und Preach, die als einzige überlebt haben, von der Crew, die aus dem Wochenende zurückkommt, gesichtet.

## Synchronisation
| Darsteller          | Deutscher Sprecher | Rolle                   |
| ------------------- | ------------------ | ----------------------- |
| Thomas Jane         | Thomas Nero Wolff  | Carter Blake            |
| Saffron Burrows     | Franziska Pigulla  | Dr. Susan McAlester     |
| LL Cool J           | Dietmar Wunder     | Sherman „Preach“ Dudley |
| Samuel L. Jackson   | Jürgen Heinrich    | Russell Franklin        |
| Michael Rapaport    | Stefan Fredrich    | Tom Scoggins            |
| Jacqueline McKenzie | Maud Ackermann     | Janice Higgins          |
| Stellan Skarsgård   | Reinhard Kuhnert   | Dr. Jim Whitlock        |
| Aida Turturro       | Almut Zydra        | Brenda Kerns            |
| Mary Kay Bergman    | Santiago Ziesmer   | Papagei                 |

## Hintergrundinformationen
- Das Wasserflugzeug wurde bereits in Sechs Tage, sieben Nächte (1998) verwendet, das orangefarbene Mini-U-Boot in Sphere – Die Macht aus dem All (1998, ebenfalls mit Samuel L. Jackson).
- Das aufwendige Wasser-Set, auf dem der Film gedreht wurde, war 1996 von James Cameron für Titanic gebaut worden.
- Der Rap-Song Deepest Bluest (Shark’s Fin), der während des Abspanns läuft, stammt vom Darsteller LL Cool J.
- 2018 erschien eine Fortsetzung mit dem Titel Deep Blue Sea 2, die inhaltlich aber nicht an den Vorgänger anknüpft.
- Ende Juli 2020 wurde Deep Blue Sea 3 veröffentlicht.

### Filmfehler
- Tatsächlich ist der größte Hai Gen 2 nicht 15 Meter lang (wie von Carter am Ende des Films gesagt), sondern höchstens sieben bis acht Meter (also genauso groß wie der weiße Hai in Steven Spielbergs Film). Dies erkennt man daran, dass Carter selbst wohl an die vier Meter groß sein müsste, damit die Proportionen am Ende des Films, wenn er auf dem Hai „reitet“, stimmen. Dieser Fehler ist schon in der englischen Sprachfassung enthalten, wo Carter die Größe des Hais mit „45 Foot“ angibt.
- Zwar wird im Film von Makohaien gesprochen, doch diese sind in Wirklichkeit eher einheitlich silbern. Die im Film zu sehenden Haie sind in ihrer Farbgebung eher mit weißen Haien zu vergleichen.
- Der Tigerhai-Roboter, der am Anfang des Films zu sehen ist, ist anatomisch vollkommen falsch dargestellt. Tigerhaie haben sehr flache, abgerundete Schnauzen. Es wurde lediglich das „normale“ Hai-Roboter-Modell des Films (Mako) mit einer anderen Haut versehen.
- Die finale Szene, in welcher der letzte Hai durch den Sprengstoff an einer Harpune gesprengt wird, war Gegenstand einer Folge von Mythbusters. Dabei wurde zum einen festgestellt, dass es nicht möglich ist, aus zehn Leuchtkugelpatronen das Äquivalent von 2,5 Stangen Dynamit (ca. 700 g Schwarzpulver) zu erhalten. Um diese Sprengkraft mit Schwarzpulver zu erreichen, hätten ca. 400 Signalpatronen verwertet werden müssen. Des Weiteren hätte die Menge an Schwarzpulver, die in den im Film verwendeten Behälter passt, den Hai maximal leicht verletzt und nicht die im Film gezeigte Wassersäule erzeugt. Eine derart große Wassersäule benötigte in Tests ca. 200 kg Schwarzpulver und hätte Blake in der Entfernung zum Hai, in der er sich im Film befand, durch ihre Druckwelle getötet. Weiterhin zeigte sich, dass es nicht möglich ist, das Schwarzpulver mit der Methode zu zünden, die im Film verwendet wurde, da der elektrische Widerstand durch das Salzwasser selbst über geringe Entfernungen zu groß ist.[2]
- Im Gegensatz zur Filmhandlung zeigen Haifische auf menschliches Blut keine Reaktion.

### Anspielungen
- Das Nummernschild, das dem allerersten Hai zwischen den Zähnen steckt, ist dasselbe, das im Maul des Tigerhais in Der weiße Hai gefunden wird. Die Tode der drei Makohaie entsprechen jeweils den Showdowns der ersten drei Der weiße Hai-Filme (Gasexplosion, Starkstromschlag und Zündung eines Sprengsatzes).
- Regisseur Renny Harlin hat verschiedene Verweise auf seine Heimat Finnland eingebaut: u. a. eine kleine Flagge in Janices Quartier, finnischen Wodka und einen Presseartikel über Mika Häkkinen als Weltmeister.[3] Als der große, langhaarige Blonde, der mit den anderen Crewmitgliedern die Station übers Wochenende verlässt, ist er zudem in einem Gastauftritt zu sehen.
- Die Szene, in der Carter kopfüber an einer Leiter hängend das Leben seiner Kollegin Janice retten will und dabei scheitert, ist eine Anspielung auf die Eingangsszene des Films Cliffhanger – Nur die Starken überleben (ebenfalls unter Renny Harlins Regie).

## Kritik
Der Film wurde durchwachsen aufgenommen. So erhielt er 59 % positive Wertungen auf Rotten Tomatoes. Der Wertungsdurchschnitt liegt bei 5,7/10.

„Simple Mischung aus Horror- und Action-Film, in der die Figuren auf Erfüllungsgehilfen der schlichten Dramaturgie reduziert werden, was immerhin aber durch eine effektive Inszenierung ausgeglichen wird.“

Der Schriftsteller Stephen King schrieb über den Regisseur Renny Harlin, dass dieser „wahrscheinlich selbst Heidi in einen Actionstreifen verwandeln könnte.“ Zum Film selber schrieb er: „Man könnte sagen, dass in diesem Film über genmanipulierte Haie nicht viel passiert … bis einer der Makohaie ausgerechnet an der unerwartetsten Stelle von hinten kommt und Samual L. Jackson auf einen Happs verspeist. Jaaa! Ich habe laut aufgeschrien – und schätze jeden Horrorfilm, der mich dazu bringt.“